# Nikolaï Taraboukine

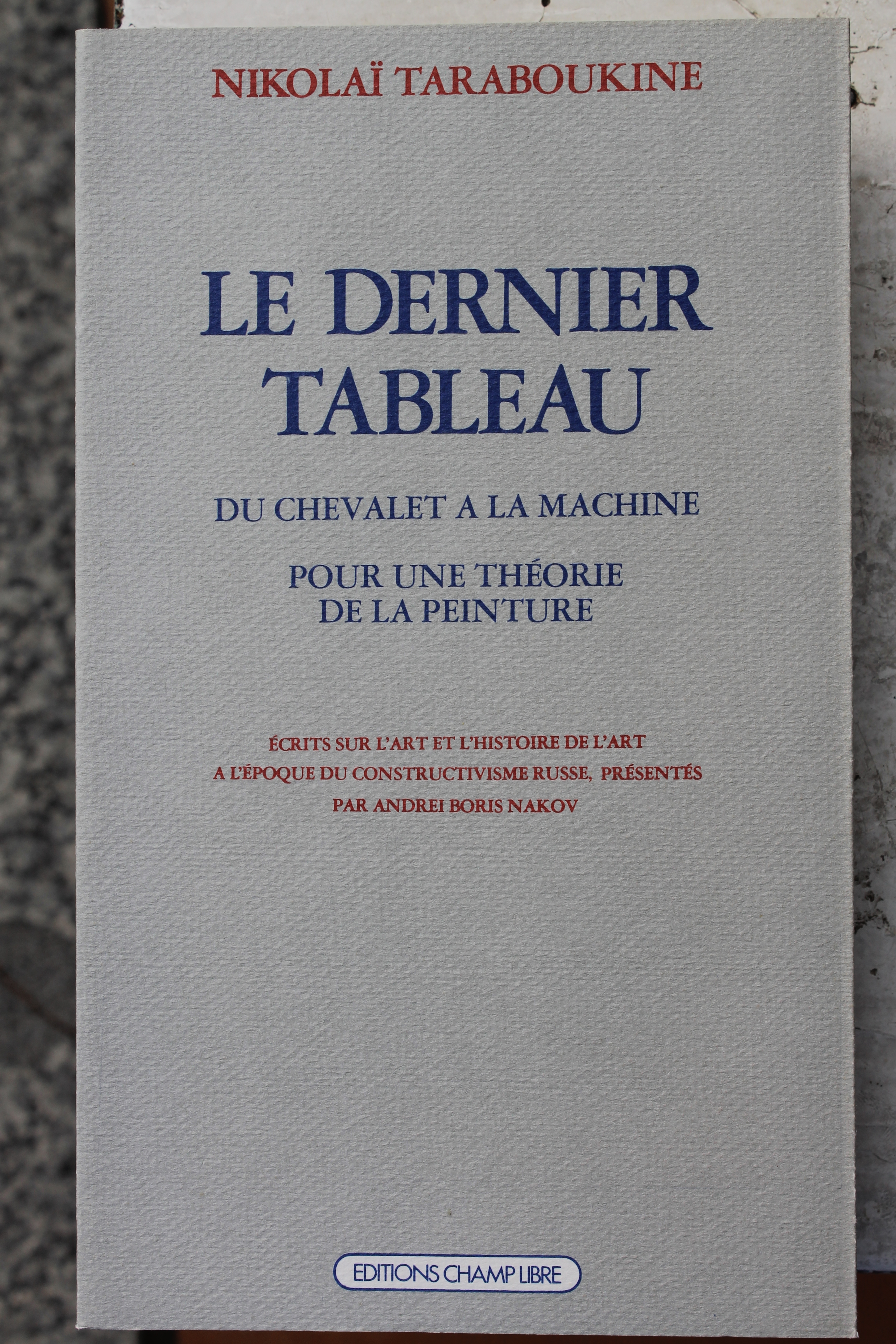
Le Dernier Tableau par Nikolaï Taraboukine.

Nikolaï Mikhaïlovitch Taraboukine (en russe : Николай Михайлович Тарабукин), né en 1889, décédé en 1956, est un historien de l'art russe, spécialiste notamment du constructivisme russe.

## Citation
« La grande affaire des muséologues est de classer par "ordre historique" ce qui a été, en son temps, révolutionnaire et de l'enterrer sous des numéros d'inventaire dans les "sanctuaires" de l'art. Et les "historiens de l'art", ces infatigables détrousseurs de cadavres, ont à leur tour le travail de composer des textes explicatifs pour ces cryptes mortuaires. »

## Publication en français
- Nikolaï Taraboukine, Le Dernier Tableau. Du chevalet à la machine. Pour une théorie de la peinture, textes présentés par Andréi Nakov, traduction du russe par Andréi Nakov et Michel Pétris, éditions Champ Libre, Paris, 1972 Écrits sur l'art et l'histoire de l'art à l'époque du constructivisme russe. Le titre du livre fait référence au monochrome de Rodtchenko.